# Lego minifigurák

LEGO Star Wars minifigurák

LEGO minifigurák gyűjteménye

A Lego minifigura, gyakran egyszerűen csak Lego figura vagy minifigura, a dán The Lego Group építőjáték-gyártó által gyártott speciális Lego téglákhoz készült, kis műanyag, mozgatható emberfigura. Először 1978-ban kezdték el gyártani őket, és azóta sikeresek, 2020-ig több mint 4 milliárdot gyártottak belőlük világszerte. A minifigurák általában a Lego készleteken belül találhatók, bár külön is árulják őket gyűjteményekként, vakzsákokban (pl. az azonos nevű Lego-téma alatt), vagy az egyedi készítésűeket a Lego üzletekben és a lego.com-on. Míg egyesek konkrét karaktereket mintáznak, amelyek vagy már létező franchise-okból licenceltek, vagy a Lego saját készítésűje, addig sok névtelen, és egyszerűen úgy tervezték őket, hogy egy bizonyos témába illeszkedjenek (például rendőrök, űrhajósok és kalózok). Ezek a figurák nagymértékben testreszabhatók, és a különböző figurákból származó részek keverhetők és illeszthetők egymáshoz, ami számos kombinációt eredményez.
Vannak más típusú figurák is a Lego készletekből, például állatok, Duplo figurák vagy minibabafigurák. A Lego minifigura a Lego téglával együtt a cég kabalafigurája és minden idők egyik legnépszerűbb játéka. A minifigurákat gyerekek és felnőttek egyaránt gyűjtik.
Hasonló figurákat, amelyeket gyakran „Lego-kompatibilis minifiguráknak” neveznek, számos más cég is gyárt (gyakran klónként/utánzatként), mint például a Kre-O (Kreons), Lepin, Cobi, Block Tech vagy Mega Bloks.

## Története
A minifigurák előfutára 1975-ben jelent meg. Ezek ugyanolyan méretarányúak voltak, mint a jelenlegi minifigurák, de más volt a kialakításuk. Tömör törzsük volt külön mozgatható karok nélkül, tömör alsó testrészük, amely nem volt mozgatható, és fejük nyomtatott vonások nélkül. Különböző színű fejrészek kis választéka volt, köztük sapkák, copfos haj és cowboykalapok.
Az első modern minifigurák 1978-ban jelentek meg, a Castle, Space és Town készletekben szerepeltek. Ezeket Jens Nygaard Knudsen tervezte, akinek az az ötlete támadt, hogy a törzsek, lábak és karok cserélhetőek legyenek. Mivel ezekből darabokat készítettek, a vállalat úgy döntött, hogy egyszerű arckifejezést ad nekik, amelyet két egyszínű fekete pontként ábrázoltak szemként és egy egyszínű feketére festett mosolyként, és nemi vagy faji összetevők nélkül, mivel úgy gondolták, hogy ezeket a tényezőket „a gyermek képzelete és játéka fogja meghatározni.” A karokba „kezekként” klipszeket építettek be, amelyek lehetővé tették, hogy a figurák a legkülönbözőbb használati tárgyakat és szerszámokat tartsák.
1989-ben a Kalózok téma bevezetésére egyes minifigurák kezeknek szánt kampókat, valamint csapszeges lábakat is tartalmaztak; ez volt az első eltérés a hagyományos testrészektől. Az 1989-es Lego Kalózoktól kezdve, majd a következő években a Lego Town és a Lego Castle témakörökben is elterjedtek a különböző arckifejezésekkel ellátott minifigurák, például arcszőrzettel, szemfedővel, női sminkkel és napszemüveggel. 1997-től kezdve a Willa, a Rémlovagok boszorkánya esetében az arckifejezések összetettebbé váltak, beleértve a nyitott szájat és a részletes szemeket is. 1997-től kezdődően a Willa, a Rémlovagok boszorkánya (Willa the Witch of the Fright Knights) esetében az arckifejezések összetettebbé váltak, beleértve a nyitott szájat és a részletes szemeket is.
Egy másik eltérés a hagyományos részektől a rugós lábak használata volt. Ezek a lábak a tetejükön kapcsolódnak össze. Ezek a lábak csak a kosárlabda készletekben szerepeltek, 2002-2003-ban. Más lábváltozatok közé tartoznak a rövid lábak a gyermekek vagy törpék számára, vagy a hosszú lábak (a Toy Story és az Avatar témákban használták).
2003-ban jelentek meg az első minifigurák naturalisztikus bőrszínnel (szemben az addig használt sárga színnel), a Lego Basketball témakör részeként; ezek a minifigurák is élő emberek képmására készültek (ezen kívül ide tartozott Lando Calrissian is a Star Wars témakörben). 2004 áprilisában a Harry Potter-témában kezdték el használni a természetes bőrszínt, majd júniusban a Lego Star Wars követte, és 2005-re a természetes bőrszín használatát kiterjesztették az összes licencelt termékre; ezekben a figurákat filmszínészek és más élő emberek ábrázolására készítették. A 2005 és 2008 között népszerű példák közé tartoznak a Star Wars, a Marvel, a Batman, A Gyűrűk Ura és az Indiana Jones minifigurák.
2006-ig a Lego állítólag 4 milliárd minifigurát gyártott. 1975 és 2010 között legalább 3655 különböző minifigurát gyártottak, és az évente megjelenő új minifigurák száma gyorsan növekszik. 2010-ben több mint 300 új minifigurát mutattak be. Egyes minifigurák többször is megjelennek több Lego készletben, míg mások nagyon ritkák lehetnek, ami gyakran jelentősen növeli a viszonteladási értéküket. 2019-ben a Lego Star Wars minifigurák száma meghaladta az 1000-et, a Battlefront II főhősével, Iden Versio-val (sw1000 kóddal).

## Tervezés és kivitelezés
Egy tipikus minifigura magassága 4 centiméter. A minifigurák általában hat részből állnak (a játékiparban széles körben szerszámoknak nevezik őket): fej, törzs, csípő, karok, kezek és lábak; ez a hat rész hét csuklópontot tesz lehetővé: forgatható fej, forgatható karok, forgatható csuklók és forgatható lábak. A minifigurák általában három különálló részből állnak a Lego készletekben: fej, törzs és lábak. A műanyag akrilnitril-butadién-sztirol (ABS), egy szívós anyag, amely a LEGO figurákat tartósabbá teszi.
A műanyagot speciálisan kialakított öntőformákba olvasztják, amelyekből a minifigurák különböző részei készülnek. Néhány öntőforma egyben kiegészítő is, például fegyverek (kardok, pisztolyok, fénykardok stb.) vagy mindennapi kiegészítők (poharak, ételek, szerszámok stb.). A fejek és törzsek szinte mindig további díszítést igényelnek, és néha a karok és lábak is. Ez a bonyolult folyamat az oka annak, hogy a figurák drágábbak, mint bármely más Lego termék. A nyomtatás után a fejet a törzsre helyezik, a lábakat felerősítik, a karokat pedig felpattintják. A figurákat végül becsomagolják és készen állnak az értékesítésre.

## Használata
A minifigurák fejei henger alakúak, és egy hosszú, keskeny hengerhez csatlakoznak, amelyet a törzs tetejére öntöttek, és amely lehetővé teszi a fej forgását. Ez a funkció azt is lehetővé teszi, hogy a törzs fölött olyan tárgyakat rögzítsenek a figurákhoz, mint például légtartályok, jetpackek, papír- vagy szövetköpenyek, mellvédek vagy szakállak. A fejek tetején van egy szegecs, amely ugyanolyan méretű, mint a normál Lego téglák szegecsei, ami lehetővé teszi, hogy egy ilyen téglát helyezzenek rá. A fej a minifigurák egyetlen olyan alkotóeleme, amely más célokra is felhasználható - az üres minifigurafejeket gyakran használták a Lego készletekben más tárgyak, például lámpaégők, varázsgömbök és elektromos készülékek modellezésére.
A fej tartozékai széles skálán mozognak, és haj, sisak és kalap is lehet köztük. A lábak egymástól függetlenül 90 fokban előrefelé és közel 45 fokban hátrafelé forognak. A minifigurák a hagyományos Lego téglákhoz is csatlakoznak ülő vagy álló helyzetben. A minifigurák kezei a C betűre hasonlítanak, ami lehetővé teszi, hogy számos Lego kiegészítőt, valamint téglákat, csempéket és lemezeket tartsanak. Több száz különféle kiegészítő létezik, köztük kardok, fejszék, pálcák, csészék, pisztolyok, fegyverek, blasterek és fénykardok. Ráadásul a kezek teteje ugyanolyan méretű, mint a legtöbb Lego téglán található szegecsek, ami lehetővé teszi, hogy rájuk helyezzük őket. Ezek a variációk lehetővé teszik a minifigurák testre szabását, megtartva a Lego elemek moduláris felépítését.

## Lego Minifigura-téma
A 2010. március 5-én bevezetett Collectible Minifigures (később átnevezték Lego Minifigures-re) téma egyenként csomagolt „zsákbamacska” minifigurákból álló készlet. Minden sorozat körülbelül 16 új és exkluzív minifigurából áll, dobozonként 60, nem átlátszó zacskóba csomagolt véletlenszerű emberkével. Három-négy havonta egy új sorozat jelenik meg, némelyiknek van egy témája (pl. szörnyek vagy álarcosbál), mások pedig a minifigurák széles választékát tartalmazzák. Több blogon is közzétesznek „tapintási útmutatókat”, hogy a gyűjtők könnyebben rájöjjenek, milyen minifigurák vannak az átlátszatlan csomagolásban. A minifigurák alapulhatnak fiktív archetípusokon, történelmen vagy foglalkozásokon, sportokon, életstílusokon és hobbikon (pl. Punk rocker, Dino Tracker, Caveman). Minden minifigurához jár egy Lego „állvány”. A legtöbb ilyen minifigurát ellátnak (gyakran egyedi) kiegészítővel és sokuknak egyedi nyomtatott testrésze van.
Hasonló készletek jelentek meg a Marvel, a The Simpsons, a Looney Tunes, a DC, a Harry Potter és a Dungeons & Dragons számára is.